# Église Oscar Fredrik
L'église Oscar Fredrik est une église située à Göteborg, en Suède.
Elle a été conçue par Helgo Zettervall et érigée dans les années 1890. Elle est de style néogothique, mais l'influence n'est pas le style gothique nordique mais plutôt celui trouvé dans les cathédrales de l'Europe continentale. L'église et la paroisse tiennent leur nom du roi Oscar II de Suède (Oscar Fredrik étant son pseudonyme en tant qu'écrivain).